# Meu Lugar (álbum de Marcus Salles)
Meu Lugar é o álbum de estreia do cantor brasileiro Marcus Salles, lançado em 2010 pela gravadora Sony Music. Com produção musical de Jamba, a obra foi o primeiro trabalho do músico após sair da banda Quatro por Um.

## Antecedentes
Em 2010, Marcus Salles deixou a banda Quatro por Um. Segundo informações divulgadas pela imprensa evangélica, Marcus optou por cumprir todas as agendas do grupo nos Estados Unidos. Em seguida, anunciou sua saída do grupo e assinou com o selo evangélico da Sony Music Brasil, que estava iniciando as atividades.

## Gravação
Meu Lugar foi gravado com produção musical de Jamba, produtor brasileiro que passou a atuar no segmento evangélico após trabalhar no primeiro álbum solo de Luiz Arcanjo, vocalista do Trazendo a Arca. Em entrevista ao Super Gospel em 2011, Marcus falou sobre a produção do projeto:
Eu e o Jamba escolhemos o repertório em cima do som que queríamos fazer. Eu queria algumas coisas diferente do som que eu fazia com o 4/1. Eu queria incluir alguns elementos de black music e misturar com o meu som pop rock. Eu também não queria gravar só músicas de minha autoria. O repertório tem músicas minha e do Jamba, Davi Fernandes, minha e da Aline Barros e Amauri.— Marcus Salles, sobre as músicas de Meu Lugar.

## Lançamento e recepção
| Críticas profissionais | Críticas profissionais |
| Avaliações da crítica  | Avaliações da crítica  |
| Fonte                  | Avaliação              |
| ---------------------- | ---------------------- |
| Super Gospel           | (favorável)            |

Meu Lugar foi lançado em 2010 pela Sony Music Brasil. Jonas Paulo, em crítica para o Super Gospel, elogiou a produção musical de Jamba, dizendo que, ao contrário da sonoridade com influências da MPB no álbum de Arcanjo, o músico "parece ser um produtor musical mais preocupado em fazer com que o artista cresça nas suas produções do que simplesmente impor seu estilo pessoal". O autor também fez elogios ao projeto gráfico do álbum, dizendo que é "um trabalho fotográfico de excelência, um encarte bem montado e informativo".

## Faixas
1. "Meu lugar"
2. "Aleluia"
3. "Amigo de Deus"
4. "Amigo de Deus (Interlúdio)"
5. "Lindo"
6. "Eu só quero estar"
7. "Eu me rendo"
8. "Não vou desistir"
9. "Propósito"
10. "Deus sorriu pra mim"
11. "Tu és a canção"